# GDebi
Gdebi es una herramienta que puede instalar paquetes deb.
A diferencia de herramientas gráficas como Synaptic que ya permitían instalar paquetes deb sin recurrir a una línea de comandos, Gdebi permite:
- Instalar paquetes deb de forma local, es decir, sin necesidad de repositorios ni una conexión a Internet
- Resolver las dependencias del paquete de forma automática, una característica que ni dpkg soportaba.

El núcleo del programa está separado de la interfaz gráfica lo que permite usar la herramienta en una terminal o con más de una interfaz gráfica. Actualmente se mantienen una interfaz escrita en Qt para el escritorio KDE y otra en GTK+ para el escritorio GNOME.
Gdebi nació en la comunidad de Ubuntu y está incluida por defecto en dicha distribución, sin embargo también está disponible en los repositorios de Debian GNU/Linux y en derivadas tanto de Debian GNU/Linux como de Ubuntu.